# 普雷紹夫山脈
72°4′S 4°3′E / 72.067°S 4.050°E
普雷紹夫山脈（英語：Preuschoff Range）是南極洲的山脈，位於毛德皇后地的瑪塔公主海岸，處於凱峰以西，屬於穆利格-霍夫曼山脈的一部分，現時由南極條約體系管理。